# Passa Tempo
Passa Tempo là một đô thị thuộc bang Minas Gerais, Brasil. Đô thị này có diện tích 429,444 km², dân số năm 2007 là 8494 người, mật độ 20,3 người/km².